# 96-та зенітна ракетна бригада (СРСР)
96-та зенітна ракетна бригада (96 ЗРБр, в/ч 27309) — формування протиповітряної оборони Збройних сил СРСР, що існувало до 1992 року.
Бригада перейшла під юрисдикцію України як 96-та зенітна ракетна бригада Збройних сил України.

## Історія
Військова частина створювалася як окрема зенітна батарея для вдосконалення артилерійських навичок керівного складу зенітної артилерії (курси 1924 року у Севастополі). Місце дислокації батареї змінювалося кілька разів, поки 1935 року у Москві її не було розгорнуто у 1170-й окремий дивізіон ППО, який згодом відправлено до Євпаторії.
1939 року на базі дивізіону сформовано 317-й зенітно-артилерійський полк, який до 1941 року базувався у Євпаторії. 1941 року частина перейшла до складу 11-ї бригади ППО і захищала повітряний простір Харкова, проте внаслідок відступу радянських військ відійшла до Сватового і далі до Воронезької області.
На початку 1942 року з'єднання знаходилося у Куп'янську, але було змушене залишити населений пункт. Протягом 1943 року полк з боями пройшов шлях від Воронежа до Дарниці.
1 травня 1959 року полк, котрий на той час підпорядковувався 84-й зенітній артилерійській дивізії, разом із 131-м окремим зенітно-артилерійським дивізіоном сформував 96-ту зенітну ракетну бригаду.
У 1992 році бригада перейшла під юрисдикцію України як 96-та зенітна ракетна бригада Збройних сил України.

## Командування
- (1959—1961) полковник Маломуж Володимир Григорович
- (1961—1965) полковник Халіпов Павло Федорович
- (1965—1970) полковник Шуляковський Костянтин Степанович
- (1970—1972) полковник Устенко Василь Семенович
- (1972—1974) полковник Павленко Євген Андрійович
- (1974—1978) полковник Третяков Борис Федорович
- (1978—1983) полковник Міфтахов Ільмаз Нурдіновіч
- (1983—1984) полковник Походзіло Микола Давидович
- (1984—1986) підполковник Соловйов Юрій Васильович
- (1986—1988) підполковник Дубовик Микола Михайлович
- (1988—1992) підполковник Романенко Ігор Олександрович